# غلامرضا عمرانی
غلامرضا عمرانی (زاده ۱۳۲۶ در زابل) زبانشناس، ویراستار و مؤلف کتابهای درسی و پژوهشی زبانشناسی می‌باشد. همچنین مجموعه کتاب وی در مورد سیستان، تحت عنوان‌های گویش سیستان، ادبیات سیستان (در دو بخش نثر و نظم)، سیستان‌پژوهی و اسطوره‌های سیستان به چاپ رسیده‌است. جلد دوم کتاب گویش سیستان، به عنوان کتاب شایسته تقدیر در هجدهمین جشنواره کتاب فصل خانه کتاب (تابستان ۱۳۸۹) برگزیده شد،،

## آثار
- - الف) کتاب‌ها
- کتاب راهنمای معلم فارسی بخوانیم و بنویسیم اول دبستان، مؤسسهٔ فرهنگی انتشاراتی اندیشه‌سازان و مبتکران، با همکاری آمنه احمدی، معصومه سراوانی، رخساره فضلی، عصمت گلی فروشانی
- تا قاف با عشق ۱، تهران، انتشارات لوح زرین.
- وصف رخسارهٔ خورشید، تهران، انتشارات لوح زرین.
- وصف رخسارهٔ خورشید، (کارنامه‌ی معلمان غلامرضا عمرانی، مجموعه‌ی سیستان 13، زیرمجموعه‌ی سیستان‌پژوهی 1)، تهران، نشر دریافت، چاپ دوم، 1397.
- زبان دستور، تهران، انتشارات لوح زرین.
- زبان فارسی (راهبردهای یاددهی- یادگیری)، ج۱، مؤسسهٔ فرهنگی انتشاراتی اندیشه‌سازان و مبتکران، با همکاری دکتر هامون سبطی.
- زبان فارسی- راه‌بردهای یاددهی- یادگیری، ج۲، مؤسسهٔ فرهنگی انتشاراتی اندیشه‌سازان و مبتکران، با همکاری دکتر هامون سبطی.
- گزیدهٔ تاریخ بیهقی، تهران، مؤسسهٔ کتاب همراه.
- گزیدهٔ داستان‌های مثنوی، تهران، مؤسّسهٔ کتاب همراه.
- گزیدهٔ داستان‌های کلیله و دمنه، تهران، مؤسّسهٔ کتاب همراه.
- زبان و ادبیّات فارسی عمومی، انتشارات چشمه، با همکاری دکتر فریده کریمی، دکتر حسن ذوالفقاری.
- دستور زبان فارسی ۱، با همکاری دکتر تقی وحیدیان کامیار، تهران، انتشارات سمت.
- خطّ خوش، تهران، وزارت آموزش و پرورش.
- گویش سیستان، جلد نخست، آواشناسی، تهران، انتشارات اردیبهشت.
- گویش سیستان، جلد دوم، بررسی ساختمان جمله در گویش سیستان، تهران، انتشارات دریافت.
- گویش سیستان، جلد سوم، گروه فعلی ۱، تهران، انتشارات دریافت.
- گویش سیستان، جلد چهارم، گروه فعلی ۲، تهران، انتشارات دریافت.
- گویش سیستان، جلد پنجم، گروه فعلی ۳، تهران، انتشارات دریافت. ۱۳۹۵
- گویش سیستان، جلد نخست (چاپ دوم با افزوده‌ها)، آواشناسی، تهران، انتشارات دریافت. ۱۳۹۱.
- اسطوره‌های سیستان، کتاب اول، تهران، دریافت، ۱۳۹۴.
- اسطوره‌های سیستان، کتاب دوم، تهران، دریافت، ۱۳۹۵.
- اسطوره‌های سیستان، کتاب سوم، تهران، دریافت، 1398.
- اسطوره‌های سیستان، کتاب چهارم، تهران، دریافت، 1399.
- اسطوره‌های سیستان، کتاب پنجم، تهران، دریافت، ۱۴۰۰.
- ادبیات سیستان، بخش نثر، ادبیات داستانی، آسوکه، جلد نخست، تهران، دریافت، ۱۳۹۲.
- ادبیات سیستان، بخش نثر، ادبیات داستانی، آسوکه، جلد دوم، تهران، دریافت، ۱۳۹۳.
- ادبیات سیستان، بخش نثر، ادبیات داستانی، آسوکه، جلد سوم، تهران، دریافت، ۱۳۹۴.
- ادبیات سیستان، بخش نثر، ادبیات داستانی، آسوکه، جلد چهارم، تهران، دریافت، ۱۳۹۷.
- ادبیات سیستان، بخش نثر، ادبیات داستانی، آسوکه، جلد پنجم، تهران، دریافت، ۱۳۹۸.
- ادبیات سیستان، بخش نثر، ادبیات داستانی، آسوکه، جلد ششم، تهران، دریافت، ۱۴۰۰.
- ادبیات سیستان، بخش نثر، ادبیات داستانی، آسوکه، جلد هفتم، تهران، دریافت، ۱۴۰۰.
- ادبیات سیستان، بخش نظم، شعر امروز، جلد نخست (موسیقی)، تهران، دریافت، ۱۳۹۴.
- سیستان، یادگار هزار رنگ گل (زیرمجموعه‌ی سیستان‌پژوهی 2)، مجموعه‌ی سیستان 14، تهران، دریافت، 1397.
- این جا زابل ۱، (از خانه تا مدرسه)، (زیرمجموعه‌ی سیستان‌پژوهی 3)، مجموعه‌ی سیستان 15، تهران، دریافت، 1397.
- این جا زابل ۲، (گذشته‌ی استمراری)، (زیرمجموعه‌ی سیستان‌پژوهی 4)، مجموعه‌ی سیستان 120، تهران، دریافت، 1398.
- این جا زابل ۳، (گذشته‌ی بعید)، (زیرمجموعه‌ی سیستان‌پژوهی 5)، مجموعه‌ی سیستان 16، تهران، دریافت، 1399.
- این جا زابل ۴، (گذشته‌ی ساده)، (زیرمجموعه‌ی سیستان‌پژوهی۶)، مجموعه‌ی سیستان 16، تهران، دریافت، 1399.
- تا مدرسه، با مدرسه ۱، با همکاری پروین گلشن، فریده صفری زاده، پوران سپهری امین، تهران، دریافت، ۱۳۹۸.
- تا مدرسه، با مدرسه ۲، با همکاری پروین گلشن، فریده صفری زاده، پوران سپهری امین، تهران، دریافت، ۱۳۹۸.
  - ب) مقالات
- حذف از زاویه‌ای دیگر، مجلهٔ رشد زبان و ادب فارسی.
- بحسی کوتاح راجب نقاعسی بوزرگ (قسمت اول)، مجلّهٔ رشد آموزش زبان و ادب فارسی، سال یازدهم، پیاپی ۴۱.
- بحسی کوتاح راجب نقاعسی بوزرگ (قسمت دوم)، مجلّهٔ رشد آموزش زبان و ادب فارسی، سال یازدهم، پیاپی ۴۲.
- آتش‌فشان‌های خاموش، مجلّهٔ رشد آموزش زبان و ادب فارسی، سال دوازدهم، پیاپی ۴۵.
- است از کجا آمده است؟ مجلّهٔ رشد آموزش زبان و ادب فارسی، سال دوازدهم، پیاپی ۴۷.
- زبان‌شناسی از آغاز تا امروز، مجلّهٔ رشد آموزش زبان و ادب فارسی، سال سیزدهم، پیاپی ۵۰.
- آیا در فارسی میان‌وند نداریم؟ مجلّهٔ رشد آموزش زبان و ادب فارسی،
- ناگفته‌هایی دربارهٔ متمّم (۱)، مجلّهٔ رشد آموزش زبان و ادب فارسی، سال چهاردهم، پیاپی ۵۲.
- ناگفته‌هایی دربارهٔ متمّم (۲)، مجلّهٔ رشد آموزش زبان و ادب فارسی، سال چهاردهم، پیاپی ۵۳.
- نمودارها (۱)، مجلّهٔ رشد آموزش زبان و ادب فارسی، سال پانزدهم، پیاپی ۵۵.
- نمودارها (۲)، مجلّهٔ رشد آموزش زبان و ادب فارسی، سال پانزدهم، پیاپی ۵۶.
- هم‌خانواده‌ها، مجلّهٔ رشد آموزش راه‌نمایی، سال هجدهم، شمارهٔ ۲، پیاپی ۱۴۴.
- مکارمی که به آفاق می‌رود (معلّمان خوب من)، مجلّهٔ رشد آموزش معلّم، آبان ۷۸.
- وصف رخسارهٔ خورشید (معلّمان خوب من)، مجلّهٔ رشد آموزش معلّم.
- رند عالم‌سوز (معلّمان خوب من)، مجلّهٔ رشد آموزش معلّم، شماره ۱، پیاپی ۱۵۱.
- مشق خط و مشق زندگی، مجلّهٔ رشد آموزش معلّم، شمارهٔ ۱، پیاپی ۱۵۹.
- یوسف من در غبار خاطره‌ها گم شد، مجلّهٔ رشد آموزش معلّم، شمارهٔ ۲، پیاپی ۱۶۰.
- آنچه استاد به ما گفت همان بنویسیم، مجلّهٔ رشد آموزش معلّم، شمارهٔ ۳، پیاپی ۱۶۱.
- یک دو خار خسک، مجلّهٔ رشد آموزش معلّم، شمارهٔ ۵، پیاپی ۱۶۳.
- کلاس دل‌پذیر، مجلّهٔ رشد آموزش معلّم، شمارهٔ ۶، پیاپی ۱۶۴.
- چیزی که عوض دارد گله ندارد، مجلّهٔ رشد آموزش معلّم، شمارهٔ ۷، پیاپی ۱۶۵.
- بغض سکوت می‌شکند روزی، مجلّهٔ رشد آموزش معلّم، شمارهٔ ۸، پیاپی ۱۶۶.
- بازدید از موزهٔ توپکاپی، مجلّهٔ رشد آموزش معلّم.
- نقدی بر اللغت‌الفارسیه، کتاب فارسی‌آموزی دانشگاه الازهر، قاهره، مجلّهٔ آیینهٔ پژوهش، سال دهم، ش۵، پیاپی ۵۹.
- از ریزترین موارد شروع می‌کردم، ماهنامهٔ انشا و نویسندگی، ش ۴۴ و ۴۵، خرداد و تیر ۹۳.
- ایل من، بخارای من، ماهنامهٔ انشا و نویسندگی، ش ۴، سال دوم، ۱۳۸۹.
- مخاطب نثر عرفانی، ماهنامهٔ انشا و نویسندگی، ش ۱۵، سال سوم، ۱۳۹۰.
- زندگی پر تلاطم (دکتر شریعتی)، ماهنامهٔ انشا و نویسندگی، ش ۲۱، سال چهارم، ۱۳۹۱.
- فتح بابی در زبان و گویش، نامهٔ نیمروز، اسفند ۹۱.
- مقدمه ای بر شناخت و ضرورت تدوین یا نفی جایگاه کتاب آموزشی، مجله رشد جوانه، ۱۸-۱۹، ۱۳۸۶.
- بررسی کتاب های درسی آموزش فارسی پاکستان، مجله نامه پارسی، شماره پیاپی ۲۴، ۱۳۸۱.
- کتاب های درسی آموزش زبان فارسی در کشور پاکستان، نامه فرهنگستان، شماره مسلسل ۱۸، مهر ۱۳۸۰.
- روز آمد شدن زبان فارسی، در گرو اراده ملی ایرانیان، ماهنامه ثانیه، بهمن-اسفند ۱۳۹۹.
- امین قافله وحی، ویژه نامه رشد معلم، ۱۳۸۱.